# Liov

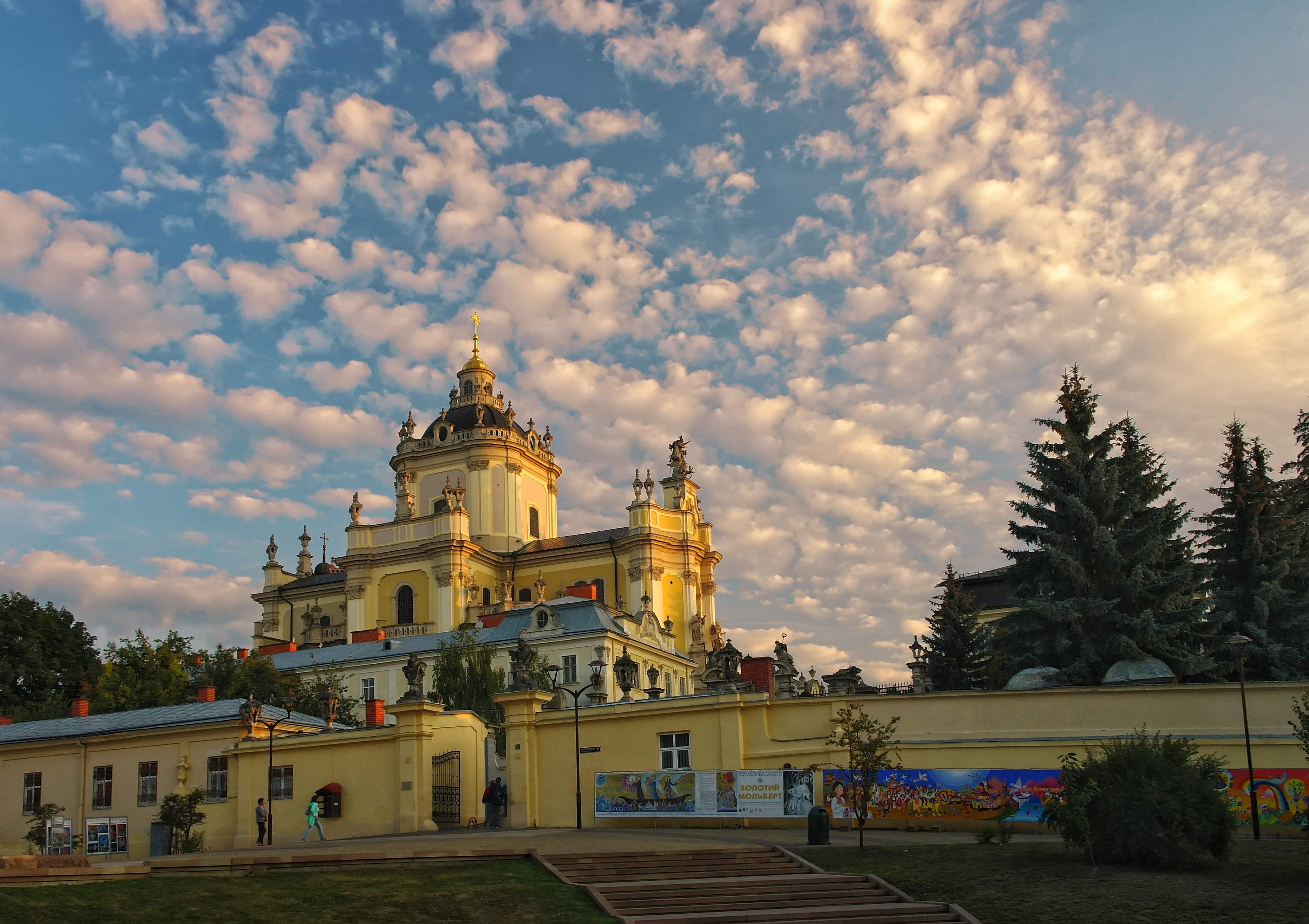
Catedrala Sfântul Gheorghe din Liov, centrul spiritual al Bisericii Greco-Catolice Ucrainiene

Liov, numit și Lvov (în ucraineană Львів, transliterat: L'viv, în poloneză Lwów, în germană Lemberg, în rusă Львов, transliterat: L'vov), este cel mai mare și cel mai important oraș din vestul Ucrainei. Este reședința regiunii Lvov și cel mai important oraș din regiunea istorică Galiția, situat pe râul Poltva, la circa 80 km de frontiera cu Polonia. Este cunoscut de români în Evul Mediu sub numele de Liov. A fost fondat în 1256 de cneazul de Halici, Daniil Romanovici, și a cunoscut o dezvoltare rapidă, datorită situării sale la încrucișarea căilor comerciale ce legau Marea Neagră cu Marea Baltică. Orașul a întreținut strânse legături comerciale și culturale cu Țările Române (cu Moldova, mai ales). Lvov a intrat în componența cnezatului Halici și Volînia până în 1349; apoi, a aparținut Poloniei (1349-1772). A fost cucerit de cazaci în 1648 și de suedezi în 1704. A fost cedat Austriei în 1772 și a devenit capitala provinciei austriece Galiția. A trecut sub guvernare republicană poloneză în 1919, în urma unei încercări eșuate a ucrainenilor de a forma o republică (1918), motivul principal fiind că Lvov era un oraș locuit în mare parte de polonezi. A intrat în componența Uniunii Sovietice (1939-1941, 1944-1991). Între 1941 și 1944 a fost ocupat de trupele germane. Din 1991, a intrat în componența Ucrainei independente.
În 2012 avea o populație de 729.900 locuitori și suprafață de 182 km².
Liovul este considerat ca unul dintre centrele culturale ale Ucrainei. Acolo se află multe industrii și instituții din învățământul superior, între care Universitatea din Lvov și Institutul Politehnic din Lvov. Centrul istoric al orașului, cu numeroase clădiri medievale, precum și din perioada habsburgică, a fost inclus în anul 1998 pe lista UNESCO a locurilor de patrimoniu mondial. Aproximativ 55% din monumentele de patrimoniu ale Ucrainei sunt concentrate în Liov.

## Repere istorice
- 1349: Cazimir cel Mare alipește Liovul la Regatul Poloniei.

- La 6 octombrie 1408, domn moldovean Alexandru cel Bun a acordat un privilegiu comercial negustorilor lioveni[12].
- La 3 iulie 1460, Ștefan cel Mare reconfirma privilegiul comercial acordat negustorilor lioveni[13].

- Din veacul al XVI-lea, la Lvov există o suburbie moldovenească, biserică moldovenească, ctitoria lui Constantin Corniac, și bourul moldav zugrăvit pe zid. Arhivele din oraș găzduiesc un întreg capitol de viață românească dincolo de hotarele Țării Moldovei[14].
- În mai 1564, la Lvov, a fost decapitat fostul domn al Moldovei Ștefan Tomșa, la ordinul regelui Sigismund al II-lea August al Poloniei.
- 1661: înființarea Universității din Lvov[15].
- 1772-1918: după Prima împărțire a Poloniei, Lvov a fost încorporat în Austria, iar din 1867 o parte a Austro-Ungariei. Organizațiile poloneze își desfășoară activitatea tot timpul în Lvov, iar apoi dezvoltarea polonezei și a educației poloneze. În timpul împărțirilor Poloniei, Lvov și Cracovia au fost cele mai importante centre pentru dezvoltarea polonezei (Varșovia și Vilna au fost supuse rusificării și era interzis să se vorbească poloneză acolo, deși organizațiile de independență poloneze au funcționat și acolo în secret).
- 1918: Lvov, capitala statului efemer „Republica Populară a Ucrainei Occidentale”. Polonezii constituie majoritatea locuitorilor din Lviv, s-au opus acestui fapt și au intrat în luptă (copiii și tinerii polonezi, cunoscuți sub numele de Eaglets din Lvov, au luat parte la bătălie). Armata poloneză a venit în ajutor. În cele din urmă, după ce a apărat orașul împotriva ucrainenilor, Liov a devenit din nou oraș polonez.
- 1920: apărarea Liovului de către polonezi împotriva bolșevicilor care se apropiau. El reușește să apere orașul și să conducă la retragerea bolșevică.
- 1924: Lângă Cimitirul Łyczakowski se construiește Cimitirul Apărătorilor din Lvov/Cimitirul Vulturilor din Lvov, unde sunt îngropați tinerii polonezi care luptă pentru polonezul Lviv.
- 1939: După agresiunea germanilor germanilor și a sovieticilor împotriva Poloniei, Liovul a fost apărat mai întâi împotriva germanilor, iar mai târziu și împotriva sovieticilor. În cele din urmă, după lupte, Lvov și Polonia au trebuit să capituleze din cauza atacului din ambele părți. În orașul Lviv au fost organizate pseudo-alegeri falsificate, iar orașul a fost încorporat ilegal în URSS. Polonezii au fost deportați în Siberia și, într-o măsură mai mică, și alte minorități. Universitatea poloneză din Lvov a fost închisă, iar locuitorii au fost terorizați.
  - 1939-1941: ocuparea Liovului de către URSS.
- 1941: După invazia germană a Uniunii Sovietice, Lvivul s-a trezit în zona ocupată germană (deși, din punct de vedere al dreptului internațional, Lvov a fost un oraș polonez încorporat ilegal în URSS ca urmare a invaziei Poloniei). Germanii nu au cruțat crimele, după ce au intrat în oraș, au început să ucidă locuitorii polonezi din Lvov (în special intelectualitatea poloneză). În oraș a fost înființat și un ghetou pentru evreii din Lvov. Ucrainenii au început să coopereze cu germanii împotriva polonezilor, deși cu timpul germanii au încetat să o ia în serios (mai ales când ucrainenii ucideau drastic polonezi în Galiția și Volânia).
  - 1941-1944: ocuparea Liovului de către germani. Uciderea evreilor din Lvov în Holocaust.
- 1944: Ocuparea Liovului de către polonezi din Armata Internă (polonez: Armia Krajowa) și Armata Roșie Sovietică. Arestarea și uciderea de către sovietici a activiștilor polonezi pentru independență, în principal partizani și Armata Internă.
- 1945-1946: La inițiativa lui Stalin, Liovul a fost încorporat în URSS. Populația sa poloneză indigenă este forțată să se mute la noile granițe poloneze (inclusiv orașele germane dinainte de război Gliwice, Bytom, Opole și Wrocław și altele, unele dintre ele stabilite în orașele poloneze de dinainte de război: Przemyśl, Cracovia sau Katowice). Și noi rezidenți au venit la Lvov, în principal ucraineni și ruși din adâncurile URSS.
- 1991: După prăbușirea URSS, Liovul a fost atașat Ucrainei. Multe biserici transformate în depozite în epoca sovietică au fost readuse la funcțiile lor sacre (unele chiar au încă liturghiile în poloneză, iar unele au fost convertite în biserici greco-catolice sau ortodoxe).

## Orașe înfrățite
| Localitate           | Țară                  | An   |
| -------------------- | --------------------- | ---- |
| Winnipeg             | Canada                | 1973 |
| Freiburg im Breisgau | Germania              | 1989 |
| Rzeszów              | Polonia               | 1992 |
| Rochdale             | Regatul Unit          | 1992 |
| Budapesta            | Ungaria               | 1993 |
| Rișon Le-Țion        | Israel                | 1993 |
| Przemyśl             | Polonia               | 1995 |
| Cracovia             | Polonia               | 1995 |
| Novi Sad             | Serbia                | 1999 |
| Kutaisi              | Georgia               | 2002 |
| Wrocław              | Polonia               | 2003 |
| Łódź                 | Polonia               | 2003 |
| Banja Luka           | Bosnia și Herțegovina | 2004 |
| Lublin               | Polonia               | 2004 |

## Demografie
Componența lingvistică a orașului Lvov
     Ucraineană (88,48%)
     Rusă (9,95%)
     Alte limbi (0,19%)
Conform recensământului din 2001, majoritatea populației orașului Liov era vorbitoare de ucraineană (88,48%), existând și o minoritate de vorbitori de rusă (9,95%), astăzi, polonezii constituie doar 1% din locuitorii din Lviv. .
Înainte de 1945, Liov era locuit în mare parte de polonezi, care constituiau 65-70% din populația orașului. După încorporarea Liovului în URSS în 1945, peste 90% dintre locuitorii polonezi din Lviv au fost strămuți. Al doilea grup era format din evrei, care constituiau aproximativ 25%, dar au fost uciși de germani în timpul Holocaustului.

## Personalități
- Ion Budai Deleanu (1760-1820), scriitor, filolog, lingvist, istoric, jurist român; la Liov a activat ca secretar juridic al tribunalului provincial, iar din 1796 consilier (judecător) la Curtea de Apel
- Agenor Gołuchowski (1849-1921), ministru de externe al Austro-Ungariei
- Grigori Lakota (1883-1950), episcop greco-catolic, deținut politic
- Ernő Fodor (1906-1977), traducător maghiar
- Leopold Infeld
- Stefan Banach
- Ruslana
- Stanisław Lem